# Prêmio Guadalajara
O Prêmio Guadalajara é um reconhecimento outorgado no Festival Internacional de Cinema de Guadalajara para uma figura ibero-americana que haja tido impacto no cinema internacional.
A categoria foi criada em 2007, onde se aproveitou para homenagear a Guillermo del Toro, cineasta oriundo da cidade.

## Premiados
| Ano  | Figura Ibero-americana | País      |
| ---- | ---------------------- | --------- |
| 2007 | Guillermo del Toro     | México    |
| 2008 | Gustavo Santaolalla    | Argentina |